# Кураев, Вячеслав Иванович
Вячесла́в Ива́нович Кура́ев (15 февраля 1939, Саратов, СССР — 24 мая 2012, Москва, Россия) — советский и российский философ и исследователь русской философии, специалист в области теории познания, логики, методологии науки и философии религии; помощник главного идеологического куратора советской философии со стороны ЦК КПСС академика  П. Н. Федосеева. Один из авторов Философской энциклопедии, Философского энциклопедического словаря, словарей «Русская Философия. Словарь-справочник» и «Философский словарь». Кандидат философских наук, доцент. Отец протодиакона Андрея Кураева.

## Биография
Родился 15 февраля 1939 года в Саратове.
В 1963 году окончил философский факультет МГУ.
До 1967 года работал младшим научным сотрудником в Институте философии АН СССР.
В 1970 году защитил диссертацию на соискание учёной степени кандидата философских наук по теме «Взаимоотношение содержательного и формального в научном познании».
До 1973 года работал редактором-консультантом журнала «Вопросы философии», в 1973—1978 годах — редактор-консультант журнала «Проблемы мира и социализма».
В 1978—1988 годах — учёный секретарь Президиума АН СССР по общественным наукам; помощник вице-президента АН СССР П. Н. Федосеева, который являлся главным куратором советской философии со стороны ЦК КПСС.
В 1980—1991 годы — член научных советов АН СССР по философским и социальным проблемам науки и техники, по современным зарубежным идеологическим течениям.
В 1988—1992 годах — заведующий отделом ИНИОН АН СССР, также заведовал редакцией литературы по философии Политиздата.
С 1993 года до самой смерти — старший научный сотрудник Института философии РАН.
Принимал участие в подготовке и издании трудов видных зарубежных и отечественных мыслителей XIX—XX вв., учебных пособий и справочных изданий по философии, социологии и психологии.
Похоронен на Хованском кладбище рядом с женой.

## Научная деятельность
В сферу научных интересов В. И. Кураева входили:
- категории содержания, формы и структуры;
- предпосылки и механизмы формирования нового знания в науке;
- гносеологические и методологические вопросы формализации и математизации научного знания, точности научного знания;
- проблема истины;
- история теоретико-познавательных учений и идей (в частности, русских философов)[1].

В своих исследованиях В. И. Кураев исходил из представлений о том, что расчленение познания на содержание и форму является одной из наиболее фундаментальных и плодотворных абстракций, сложившихся в истории философии и логики. Понятия содержания и формы мышления явились теми концептуальными средствами, с помощью которых и в которых исторически образовались и устоялись совершенно новые представления (по сравнению с натуралистическими и эмпирическими) о природе познания, особенно научного, его строении и типологии, предпосылках и механизмах складывания нового знания, исходящие из представлений о социальной природе познания и его культурно-исторической обусловленности. Здесь же на широком историко-научном фоне ставятся и анализируются проблемы историзма логической культуры мышления, соотношения относительного и абсолютного, прерывного и непрерывного, объективного и субъективного в познании, природы научных революций, социологии познания и др. В то же время понятия содержания и формы (и производное от них понятие содержательного и формального) являются ключевыми в философском осмыслении всего круга вопросов, порожденных формализацией и математизацией современного научного знания. Упор здесь делается на сложном взаимодействии и взаимодополнении содержательных и формальных методов исследования, при ведущей роли первых, особенностях взаимосвязи формализованных теорий с действительностью, познавательных достоинствах и внутренней ограниченности методов исследования, лежащих в основе формализации научного знания.
В работах В. И. Кураева, посвящённых проблеме точности знания, предложена типология видов точности — метрическая, логико-математическая, семантическая и гносеологическая. Выявляется взаимосвязь точности и адекватности в научных теориях, место и роль методов уточнения знания в движении науки к новым результатам.
В советское время занимался исследованиями вопросов теории познания, логики и методологии науки. С начала 1990-х годов исследовательские интересы В. И. Кураева сосредоточились вокруг изучения истории русской теоретико-познавательной мысли, особенностей религиозного опыта и религиозной веры как гносеологического феномена, взаимоотношений веры и знания.

## Интересные факты
Вячеслав Иванович Кураев и его сын протодиакон Андрей Кураев родились в один и тот же день — 15 февраля.

## Научные труды

### Монографии
- Кураев В. И. Диалектика содержательного и формального в научном познании. — М., 1977. — 160 с.
- Кураев В. И. Точность, истина и рост знания : АН СССР, Ин-т философии / В. И. Кураев, Ф. В. Лазарев; отв. ред. В. А. Лекторский. — М.: Наука, 1988. — 238 с.
- Кураев В. И. Русская религиозная гносеология XIX—XX вв. — М., 1999.

### Статьи
- Кураев В. И. Форма и содержание // Философская энциклопедия. Т. 5. 1970. С. 383-386.
- Кураев В. И. Логическая экспликация понятий и философское исследование // Философия. Методология. Наука. — М., 1972;
- Кураев В. И. Проблемы истины в логике и гносеологии // Вопросы логического анализа языка науки. Вып. 2. — Ереван, 1974
- Кураев В. И. Материалистическая диалектика и рост знания // Вопросы философии. — 1982. — № 4
- Кураев В. И. Рефлексия и философское исследования. // Вопросы философии. — 1986. — № 6
- Кураев В. И. Философ волевой идеи (И. А. Ильин) // Ильин И. А. Путь к очевидности. — М., 1992
- Кураев А. В., Кураев В. И. Религиозная вера и рациональность // Исторические типы рациональности / Отв. ред. В. А. Лекторский. — Т. 1. — М.: ИФ РАН, 1995. — 350 с. ISBN 5-201-01891-2 — С. 74-95.
- Кураев В. И. «Всеединство» // Русская философия. Словарь-справочник. — М., 1996
- Кураев В. И. «Теория познания» // Русская философия. Словарь-справочник. — М., 1996
- Кураев В. И. «Ильин И. А.» // Русская философия. Словарь-справочник. — М., 1996
- Кураев В. И. «Франк С. Л.» // Русская философия. Словарь-справочник. — М., 1996
- Кураев В. И. Философия духовного опыта И. А. Ильина. // История русской философии. — М., 1998
- Кураев В. И. Система теокосмического всеединства С. Л. Франка. // История русской философии. — М., 1998
- Кураев В. И. «Формализация теории» // Философский словарь. — М., 1998;
- Кураев В. И. «Точность знания» // Философский словарь. — М., 1998;
- Кураев В. И. «Форма превращенная» // Философский словарь. — М., 1998;
- Кураев В. И. «Иррационализм» // Философский словарь. — М., 1998;
- Кураев В. И. «Плюрализм» // Философский словарь. — М., 1998;
- Кураев В. И. «Прогресс и регресс» // Философский словарь. — М., 1998;

### Учебники
- Кураев В. И. Введение: что такое философия? // Философия: Учебник для вузов / под общ. ред. В. В. Миронова. — М.: Норма, 2005. — С. 1-22
- Кураев В. И. Раздел VIII. Формы ценностного освоения бытия. Глава 3. Философия и религия. // Философия: Учебник для вузов / под общ. ред. В. В. Миронова. — М.: Норма, 2005. — С. 845—888
- Кураев В. И. Философия в современном мире (вместо заключения) // Философия: Учебник для вузов / под общ. ред. В. В. Миронова. — М.: Норма, 2005. — С. 889—893.